# Blasius Amon
Blasius Amon, Ammon (ur. około 1558 w Hall in Tirol, zm. przed 21 czerwca 1590 w Wiedniu) – austriacki kompozytor.

## Życiorys
Jako chłopiec był chórzystą kapeli nadwornej arcyksięcia Ferdynanda II w Innsbrucku. Studiował w Wenecji. W 1577 roku uzyskał niższe święcenia w klasztorze franciszkanów w Bressanone, jednak ostatecznie do zakonu nie wstąpił i wrócił do Innsbrucku. Od 1585 do 1587 roku pełnił funkcję kantora w cysterskim opactwie Heiligenkreuz. Ostatnie lata życia spędził w klasztorze franciszkańskim w Wiedniu.
Był autorem 4- i 5-głosowych introitów, 4-głosowych mszy oraz motetów na 4–8 i 4–6 głosów. Uchodzi za pierwszego austriackiego kompozytora, który pod wpływem szkoły weneckiej wprowadził technikę polichóralną.